# Rue Vicq-d'Azir
La rue Vicq-d'Azir est une voie du 10e arrondissement de Paris, en France.

## Situation et accès
La rue Vicq-d'Azir est une voie publique située dans le 10e arrondissement de Paris. Elle débute au 22, rue Juliette-Dodu et se termine au 65, boulevard de la Villette.

## Origine du nom

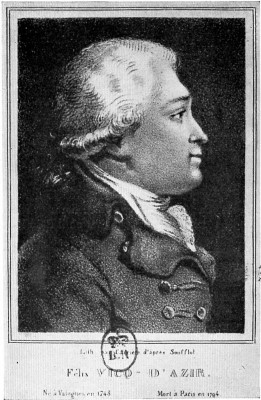
Félix Vicq d'Azir.

Elle porte le nom du médecin Félix Vicq d'Azyr (1748-1794), du fait de la proximité de l'hôpital Saint-Louis.

## Historique
Une ordonnance royale du 8 juin 1825 autorisa MM. Davaux, Bart, Callou et Loire, à ouvrir sur leurs terrains situés entre les rues Saint-Maur, de la Chopinette, de l'Hôpital-Saint-Louis (aujourd'hui rue de la Grange-aux-Belles) et le chemin de ronde, deux rues chacune de 12 m de largeur.
 Les conditions suivantes furent imposées à ces propriétaires : de supporter les frais de premier établissement du pavage et de l'éclairage des nouvelles rues et d'y établir des trottoirs de 1,50m de largeur; de faire concorder les moyens d'écoulement d'eau, au-dessus et au-dessous du sol, dans lesdites rues, avec le système général des conduites d'eaux souterraines, adopté par l'administration et sous la direction des architectes de la Ville ; de se conformer aux lois et règlements en vigueur sur la voirie de Paris.

Ainsi ces deux rues, la « rue Chastillon » et la rue Claude-Vellefaux, furent immédiatement tracées, et reçurent les noms des architectes qui avaient fait construire l'hôpital Saint-Louis : Claude Chastillon et Claude Vellefaux.
Elle prend sa dénomination actuelle par décret en date du 24 août 1864.

## Lieux de mémoire
- No 23 : Plaque en hommage au résistant Manuel Bergés i Arderiu.
- Lucien Jusseaume (1861-1925) y est mort.

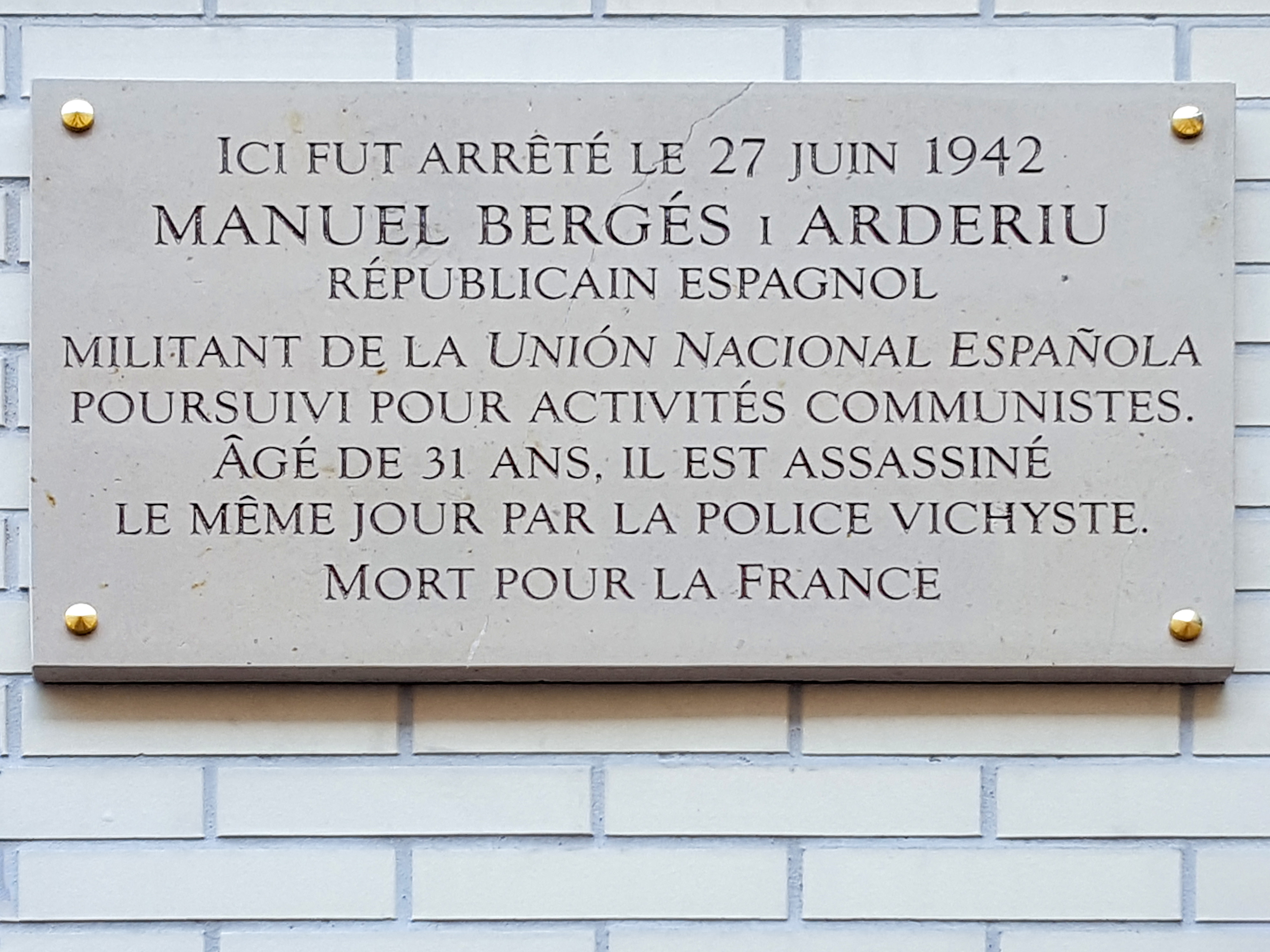
Plaque en mémoire de Manuel Bergés i Arderiu.